# Onufry Oborski
Onufry Oborski herbu Pierzchała (ur. ok. 1743) – szambelan króla Stanisława Augusta Poniatowskiego od 1785, sędzia ziemski liwski w 1790 roku, skarbnik liwski w 1769 roku, cześnik wielki litewski od 1781, generał adiutant od 1772.
Syn Baltazara i Teresy z Szydłowskich, brat Józefa. 
Jako chorąży liwski elektor Stanisława Augusta Poniatowskiego z ziemi liwskiej w 1764 roku, poseł na sejm elekcyjny 1764 roku.  2 maja 1791 roku podpisał asekurację, w której zobowiązał się do popierania projektu Ustawy Rządowej. Członek Zgromadzenia Przyjaciół Konstytucji Rządowej. Był marszałkiem ziemi liwskiej w konfederacji targowickiej.
Zmuszony do udziału w sejmie grodzieńskim jako poseł z ziemi liwskiej, na którym głosował za rozbiorem, członek konfederacji grodzieńskiej 1793 roku. 19 kwietnia 1794 złożył akces do powstania kościuszkowskiego. Aresztowany za udział w sejmie grodzieńskim.
Odznaczony Orderem Świętego Stanisława w 1791 roku.